# Vichy
Vichy è un comune francese di 25 184 abitanti situato nel dipartimento dell'Allier della regione dell'Alvernia-Rodano-Alpi. I suoi abitanti si chiamano Vichyssois.
La cittadina è nota per essere stata la capitale dello Stato francese collaborazionista della Germania nazista, anche noto come Repubblica di Vichy, sorto durante la Seconda guerra mondiale nella Francia meridionale.
Dal nome della cittadina nasce la storica marca di dermo-cosmetica Vichy Laboratoires, brand del gruppo leader nella cosmetica l'Oréal. Nel 2021 è stata dichiarata patrimonio dell'umanità dall'UNESCO nell’ambito del sito multicentrico e transnazionale Grandi città termali d'Europa.

## Geografia fisica

### Clima
| Vichy               | Mesi | Mesi | Mesi | Mesi | Mesi | Mesi | Mesi | Mesi | Mesi | Mesi | Mesi | Mesi | Stagioni | Stagioni | Stagioni | Stagioni | Anno |
| Vichy               | Gen  | Feb  | Mar  | Apr  | Mag  | Giu  | Lug  | Ago  | Set  | Ott  | Nov  | Dic  | Inv      | Pri      | Est      | Aut      | Anno |
| ------------------- | ---- | ---- | ---- | ---- | ---- | ---- | ---- | ---- | ---- | ---- | ---- | ---- | -------- | -------- | -------- | -------- | ---- |
| T. max. media (°C)  | 6,5  | 8,2  | 13,1 | 15,9 | 19,8 | 23,3 | 25,8 | 25,5 | 22,4 | 16,7 | 10,8 | 7,2  | 7,3      | 16,3     | 24,9     | 16,6     | 16,3 |
| T. min. media (°C)  | −1   | −0,7 | 1,8  | 4,4  | 7,7  | 11,3 | 13,0 | 12,8 | 10,5 | 6,1  | 3,0  | 0,2  | −0,5     | 4,6      | 12,4     | 6,5      | 5,8  |
| Precipitazioni (mm) | 48   | 44   | 45   | 47   | 81   | 81   | 60   | 82   | 68   | 56   | 57   | 52   | 144      | 173      | 223      | 181      | 721  |

## Storia

### Dalle origini al XIX secolo
La presenza di sorgenti termali favorì la fondazione dell'antico borgo fin dal tempo dei Gallo-Romani. Durante i primi due secoli dell'era cristiana, Vichy conobbe anche una prosperità economica e termale.
Il toponimo "Vipiacus" comparve verso la fine del III secolo. Nel Medioevo Vichy appartenne a duchi di Borbone fino al 1527, quando fu unito al Regno di Francia.
Nel XVII secolo cominciò a svilupparsi il turismo termale da parte dei nobili che trovavano le acque di Vichy "miracolose". Nel 1799 Maria Letizia Ramolino, madre di Napoleone, vi fece una cura insieme al figlio Luigi. Nella prima metà del XIX secolo, con l'aumentare dei turisti, fu incrementata la capacità di accoglienza dello stabilimento termale. Durante il secondo impero Vichy conobbe un grande sviluppo. Divenne una stazione alla moda, frequentata anche dall'imperatore Napoleone III.

### XX secolo

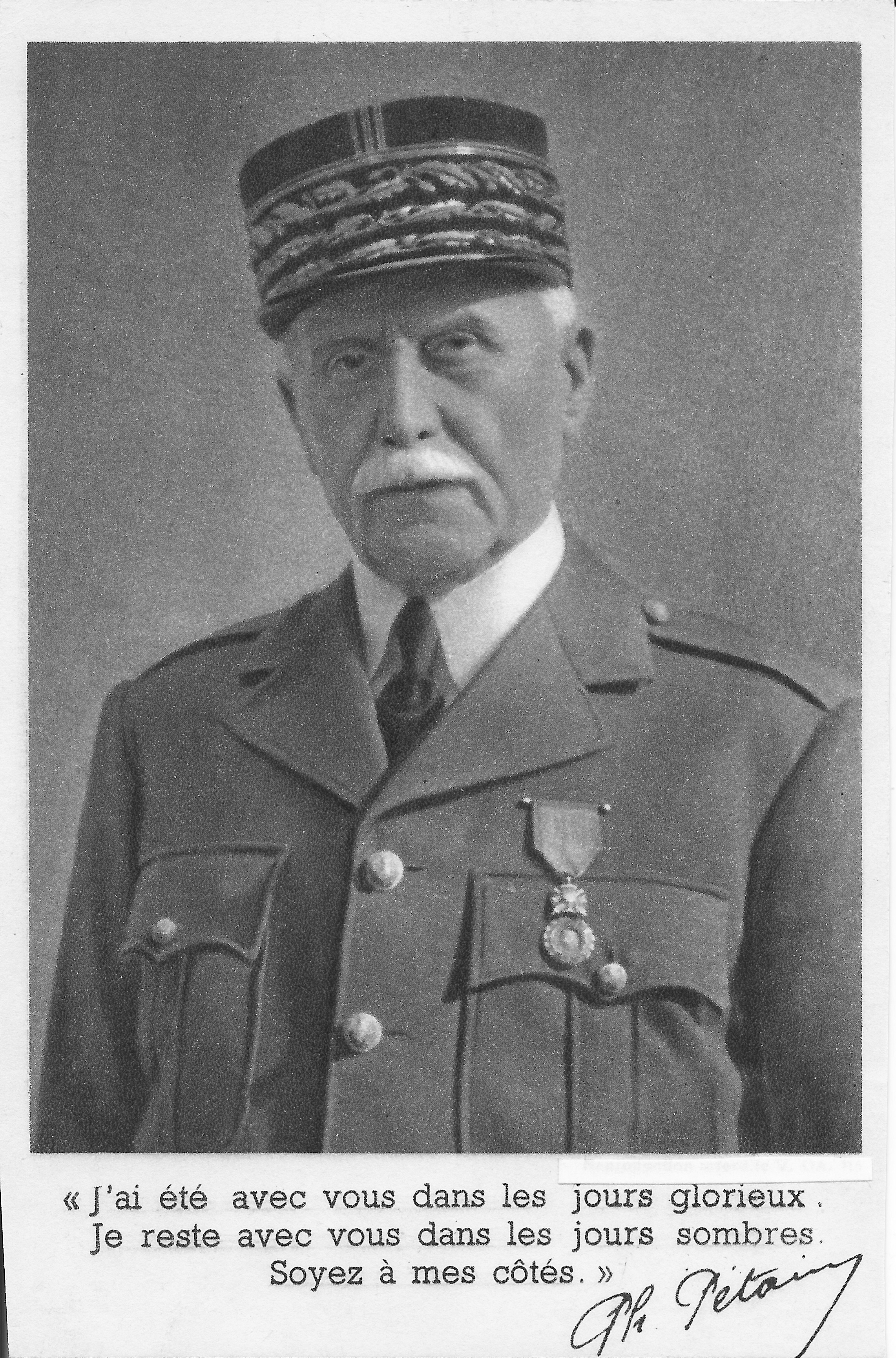
Philippe Pétain fu a capo del governo collaborazionista di Vichy dal 1940 al 1944. Qui è ritratto in una cartolina postale del 1941.

Vichy accoglie 40 000 turisti nel 1900, quasi 100 000 alla vigilia della prima guerra mondiale, ma lo sviluppo sarà interrotto dalla guerra. Tra le due guerre vi fu una ripresa del termalismo, ma la città divenne famosa, suo malgrado, in seguito all'armistizio firmato a Compiègne il 22 giugno 1940. La zona della Francia non occupata dai tedeschi prese il nome di Stato Francese e il suo governo, presieduto dal maresciallo Philippe Pétain, il successivo 1º luglio, s'insediò nella città in ragione della sua relativa vicinanza con Parigi e della capacità alberghiera. Quello stesso giorno il neocostituito governo prese possesso di numerosi hôtel e 600 parlamentari raggiunsero la città per la riunione delle Camere, nella cui seduta dei successivi 9 e 10 luglio venne votata la fine della terza Repubblica, l'abolizione del regime repubblicano e l'istituzione del nuovo Stato Francese, con alla testa il maresciallo Pétain. Solamente 80 deputati votarono contro la risoluzione.
A partire da quella data, Vichy fu, per quattro anni, capitale della cosiddetta Francia di Vichy, collaborazionista dei nazisti. Gli anni cinquanta e sessanta saranno i periodi più fasti per Vichy, che vide sfilare personalità e teste coronate. La città è oggi conosciuta anche per il motivo per stoffe a quadretti detto appunto "quadretti Vichy". Reso celebre da Brigitte Bardot, che lo sfoggiò su una famosa copertina della rivista Elle nel 1953 e lo scelse nella variante bianco e rosa confetto per le sue nozze con l'attore Jacques Charrier. Questo motivo quadrettato è normalmente utilizzato nei tessuti di cotone per grembiuli e camicie (bianco e blu, bianco e celeste, bianco e rosa ecc.) prodotti in particolare a Vichy.

## Monumenti e luoghi d'interesse

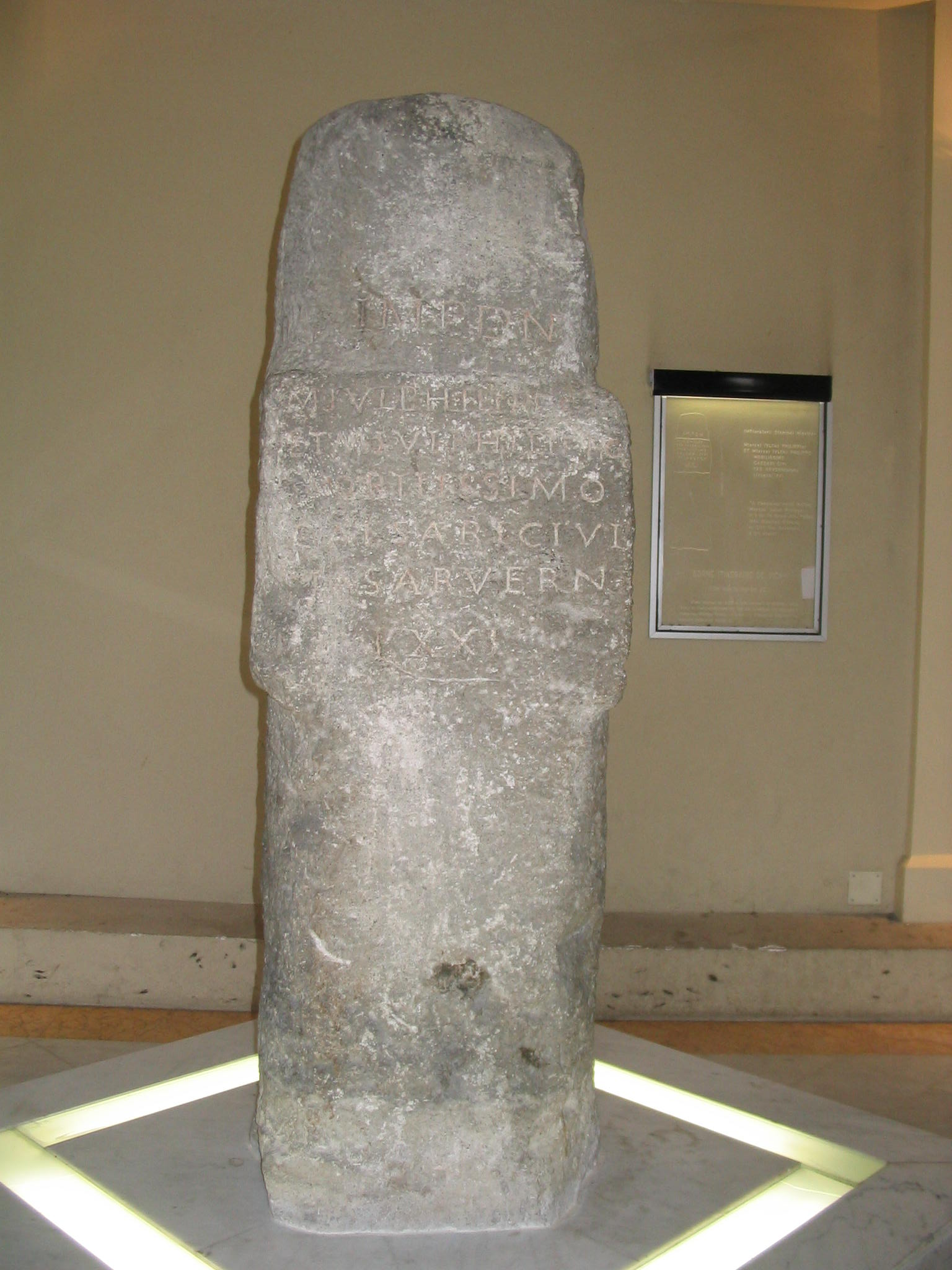
La pietra miliare di Vichy
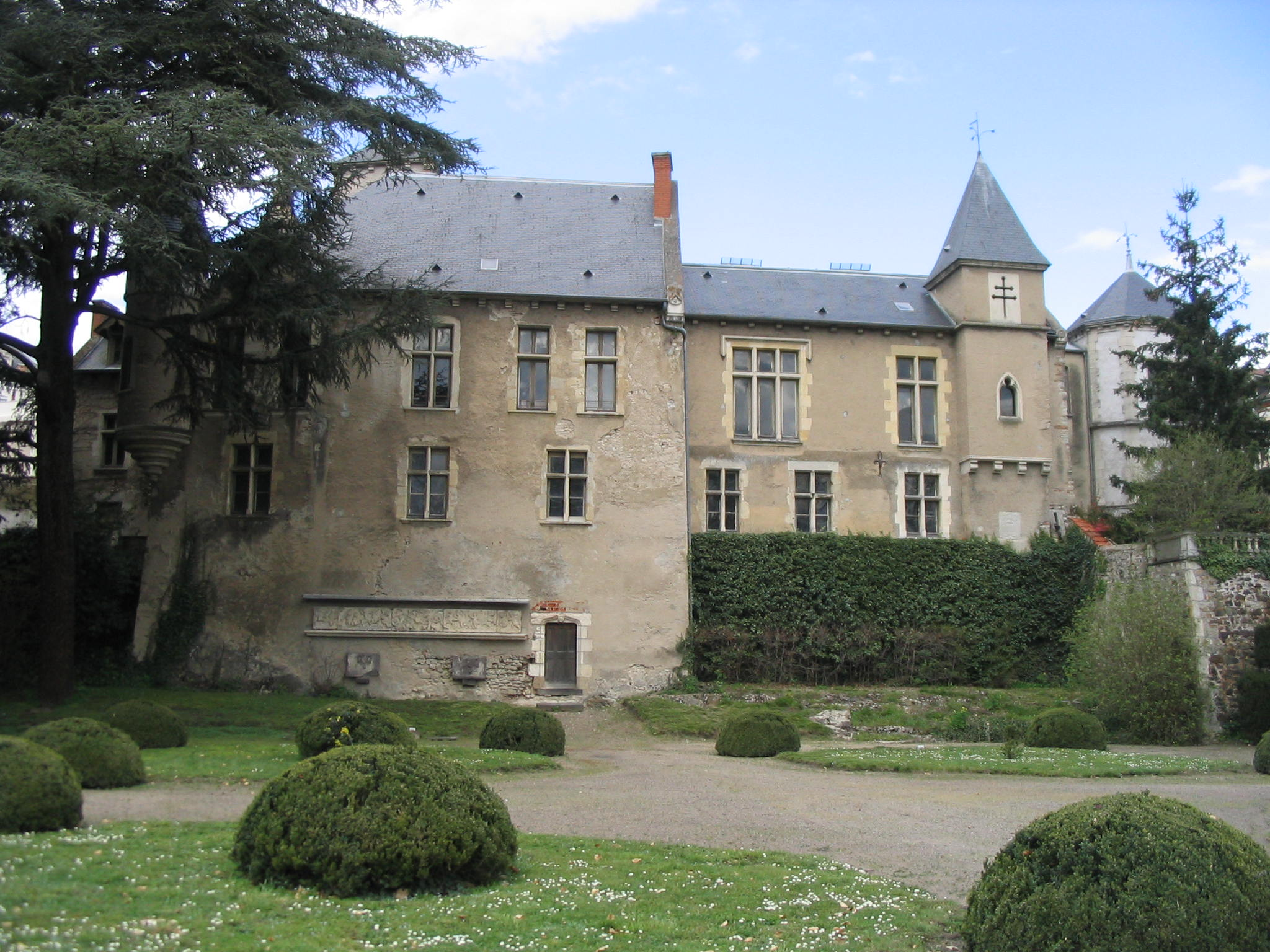
Il Castel Franco
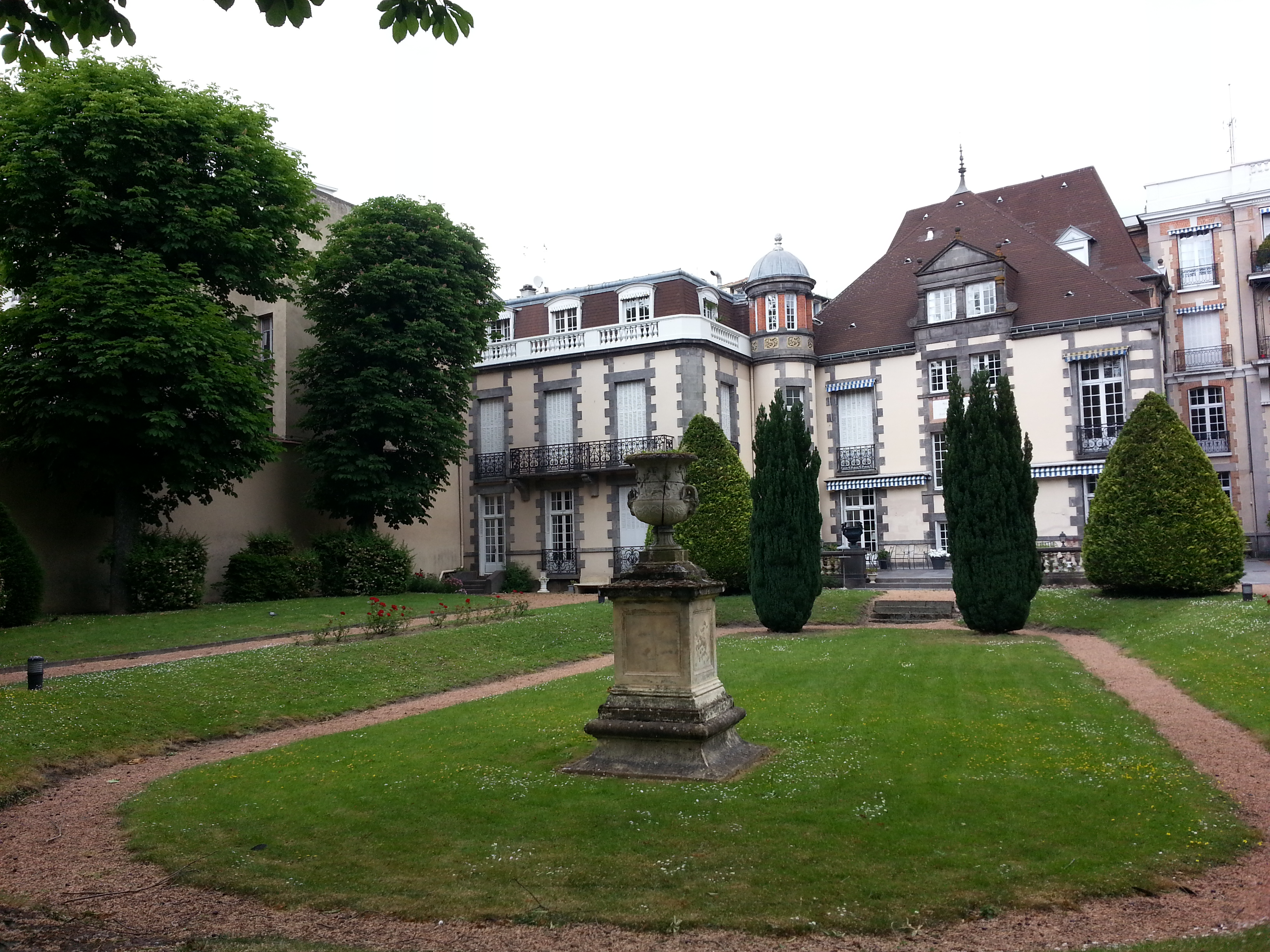
Il Padiglione Sévigné
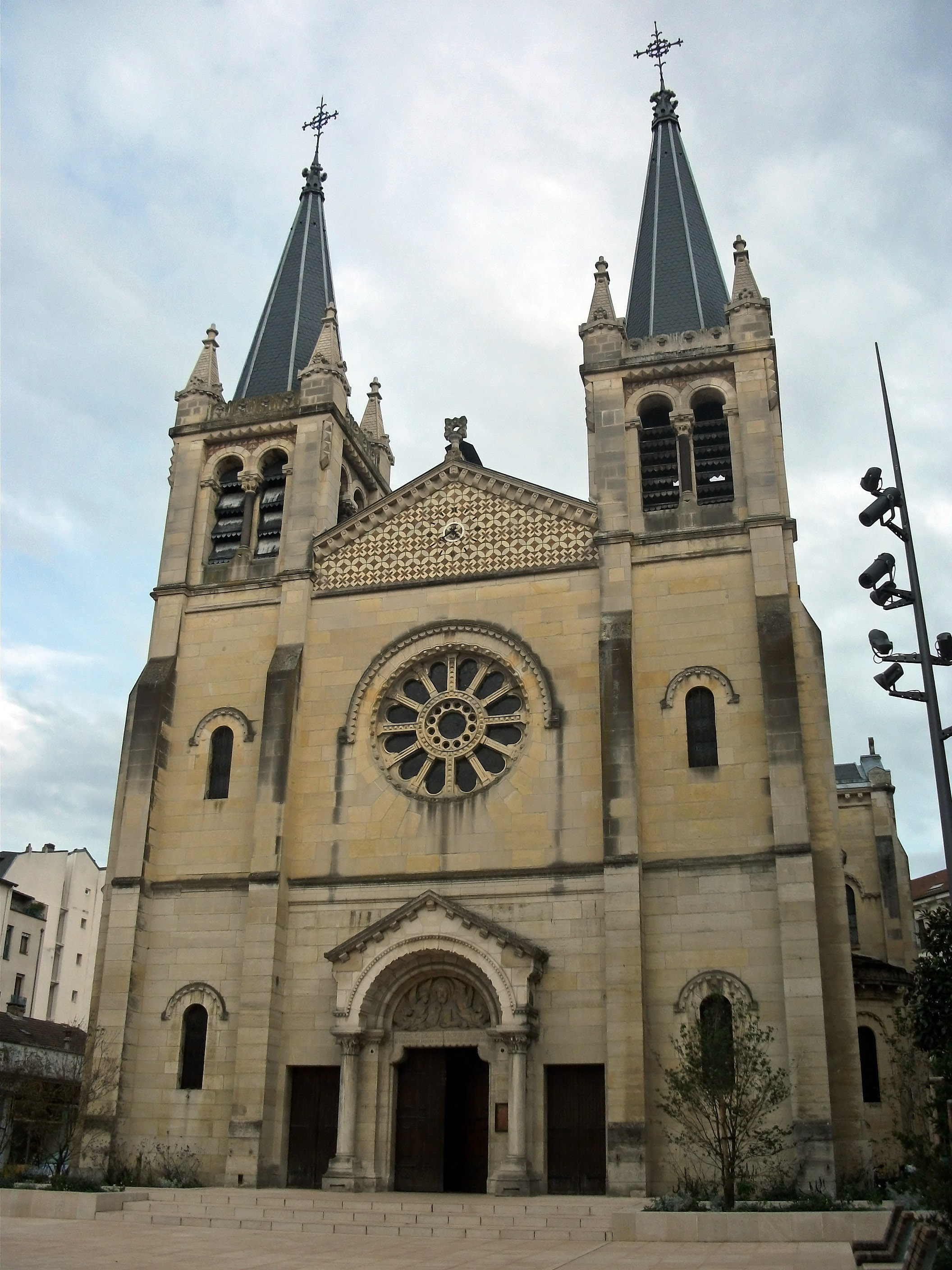
Facciata della Chiesa di San Luigi
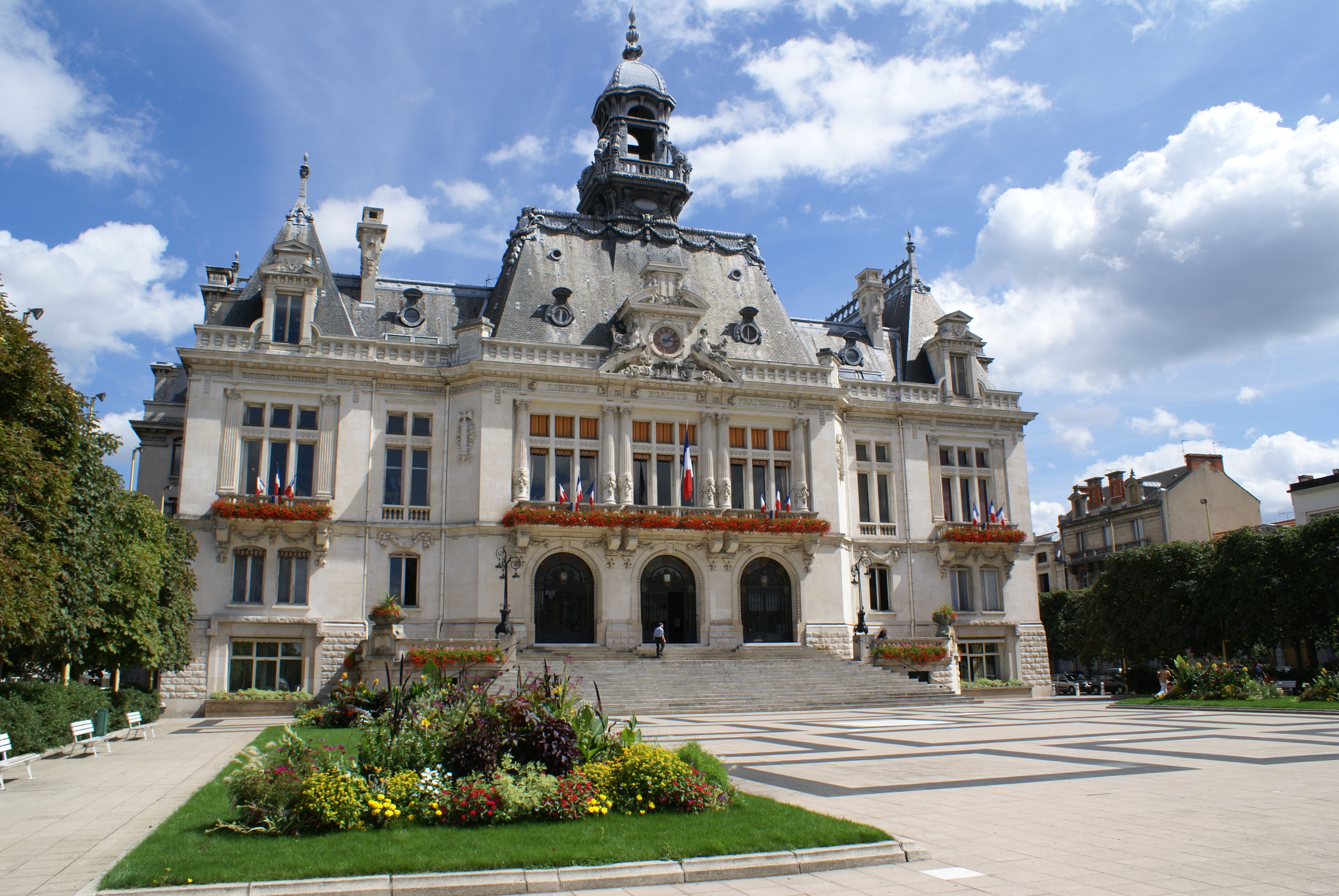
Municipio della città

- Pietra miliare di Vichy, in arcosa, alta 2,35 metri, data dal 248-249 d.c. e fu ritrovata nel 1880 presso le Thermes des Dômes.
- Convento dei Celestini, situato nell'omonimo parco, è stato costruito in pietra nel XV secolo. Fu in aprile 1410 che Luigi II, duca di Borbone, firmò l'atto di fondazione del monastero dei religiosi celestini. Fu soppresso da una bolla pontificia del 1777 e da un'ordinanza di Luigi XV del 1758. Fu quindi utilizzato come municipio prima di essere venduto come bene nazionale nel 1793. La sua demolizione ebbe inizio nel 1795 e ora ne rimangono solo più alcune vestigia.
- Castel Franco, situato sul boulevard Kennedy, fu eretto in pietra nel XV secolo sui vecchi bastioni di Vichy. Dal 1801 al 1822 fu sede del municipio della città. La facciata è stata rifatta in stile neogotico nel 1880. È registrato come monumento storico di Francia dal 1926
- Padiglione Sévigné, in boulevard Kennedy, data dal XVII secolo. Nel 1676 e nel 1677 la marchesa di Sévigné seguì una cura a Vichy per i suoi reumatismi e abitò nella parte antica della dimora (nell'edificio in quercia e in pietra di Volvic).
- Chiesa di San Biagio, in piazza della Vieille-Église, è costruita in pietra di Volvic. L'abside ricorda la sua origine romanica. Ospita le tombe dei borghesi e degli intendenti alle acque della città. È stata fortemente rimaneggiata dal 1873 (portico neoclassico).
- Chiesa di San Luigi, fatta erigere da Napoleone III con decreto imperiale del 27 luglio 1861. Opera dell'architetto Jean Lefaure, fu terminata e consacrata il 2 luglio 1865. Le vetrate sono di Antoine Lusson figlio, che aveva rinnovato quelle della Sainte-Chapelle. L'interno dell'edificio è interamente dipinto da Anatole Dauvergne in stile bizantino. La chiesa presenta una fattura molto classica con caratteristiche neoromaniche e gotiche[3], talvolta qualificate come "romanico composito". Si possono così trovare uno stile romanico borgognone o cluniacense[4] per il nartece e le due torri quadrate che fiancheggiano la facciata e un romanico-alverniate[4] con la ghimberga mosaicata e qualche tocco di arte gotica, principalmente con il rosone in dodici petali[4].
- Casa Bardon, rue de la Porte de France, costruita in pietra di Volvic all'inizio del XVII secolo
- Casa dei Vict de Pontgibaud (rue d'Allier),costruita all'inizio del XVI secolo. I Vict de Pontgibaud vi abitarono dal 1598 fino alla metà del XVIII secolo.
- Casa natale di Albert Londres, tra la rue Besse e la Porte-Saint-Jean, data dal XIX secolo ed è attualmente abbandonata.
- Villa Strauss (4 rue de Belgique), in mattoni, opera dell'architetto Hugues Bartillat. Costruita nel 1858 in stile neo-Luigi XIII, doveva accogliere il direttore d'orchestra Isaac Strauss. Napoleone III vi abitò nel 1861 e poi nel 1862, poiché gli chalet imperiali, ove avrebbe dovuto risiedere, erano ancora in costruzione.
- Source de Celestines

## Società

### Evoluzione demografica
Abitanti censiti

## Infrastrutture e trasporti
Il comune è servito dall'omonima stazione.

## Amministrazione

### Gemellaggi
- Bad Tölz
- Cluj-Napoca
- Dunfermline
- Logroño
- Circondario del Reno-Neckar
- Wilhelmshaven